# Sabretooth
Sabretooth är en mutant med djuriska egenskaper och är hjälten Wolverines ärkefiende samt halvbroder. Sabretooth är medlem av Brotherhood of Evil Mutants. Hans egentliga identitet är Victor Creed. 
Sabretooth är med i flera X-Men-serier och filmer. I filmen X-Men från år 2000 spelar Tyler Mane rollen som Sabretooth, och i X-Men Origins: Wolverine från 2009 spelas Sabretooth av Liev Schreiber. I den senare filmen visar det sig att Sabretooth och Wolverine är bröder men Wolverine tappar minnet på grund av ett skott i huvudet, vilket gör att han slåss och blir ärkefiende med Sabretooth. Sabretooth är även med i datorspelen X-Men: The Official Game och Marvel Heroes.